# Huang Quan (pintor)
Huang Quan - 黄荃 en xinès simplificat ; 黃荃 en xinès tradicional ; Huáng Quán en pinyin - (Chengdu, província de Sichuan, ~903 - 965) fou un pintor xinès que va viure en el període de les cinc dinasties i Deu regnes. No es coneix la data exacta del seu naixement encara que alguns autors han mencionat que va ocórrer vers l'any 903. Fou un alt responsable de l'Acadèmia de Pintura de l'estat de Shu Han, institució que va estendre la seva influència durant la dinastia Song. Va tenir tres fills: Jubao, Jucai i Jushi, que també van ser pintors.
El mestre de Huan Quan va ser Diao Guangyin. En la seva obra s'hi representen ocells i flors molt acolorits i realitzats amb unes línies fines i amb un notable realisme i naturalisme (pintura xiesheng 写生). El seu estil va anar madurant amb el temps, arribant a dominar la tècnica denominada mogu hua. Les flors com a tema artístic estava vinculat al budisme però adquirí entitat pròpia durant el període de les Cinc Dinasties. Entre les seves obres destaquen Aus rares i Ocells, insectes i tortugues (on els animals estan representats de manera molt realista i sense una aparent connexió entre ells); s'ha considerat que una de les obres més conegudes va servir per instruir el seu fill Jubao.